# Undallslund Skov
Undallslund er en plantage nordvest for Viborg ejet af Viborg Kommune. Den blev etableret i 1852 og således en del år før Hedeselskabet blev stiftet og påbegyndte den store beplantning af de jyske heder. Den er opkaldt efter fængselsinspektør, kaptajn Laurids Christian von Undall, som stillede fanger fra Viborg Tugt- og Forbedringshus til rådighed for arbejdet. Plantagen hænger sammen med Skrikes og Neckelmanns plantager. Det samlede areal af de tre plantager er 365 hektar, hvoraf Undallslund udgør 215 hektar.
Den vestlige del af plantagen har tidligere været et militært område uden adgang for publikum. Der er nu fri adgang til hele området. Her findes fortsat 20 bunkers, som oprindeligt blev opført af værnemagten under 2. verdenskrig. Forsvarets leje af området ophørte 2013, og området er dermed gået tilbage til ejeren, Viborg Kommune, hvorefter alle anlæg, som er bygget efter indgåelsen af lejemålet i 1947, er blevet fjernet. Kun de 20 bunkers er bevarede. Af disse er to fortsat tilgængelige, mens indgangene er kastet til med jord for de 18 øvrige.
Under retsopgøret efter besættelsen blev 16 danske dødsdomme i perioden 8. oktober 1946 til 12. juli 1949 eksekveret ved skydning på det militære areal i plantagen. Henrettelserne fandt sted i en pansergrav, som var blevet udvidet og indrettet til formålet. Efter den sidste henrettelse blev pansergraven dækket til og alle spor slettet, således, at stedet nu kun kan findes af stedkendte.
De 30 andre blev henrettet i Henrettelsesskuret på Bådsmandsstrædes Kaserne. 

## Henrettet i Undallslund Skov
| - Franz Erik Toft - Walther Heldtberg - Albert Johannes Dahl - Kristian Egede Lundholm - Erik Laurits Larsen - Børge Thorkild Jensen - Hans Kristian Kristensen - Aksel Godfred Nielsen | - Peter Karl Brinkmand - Johannes Rasmussen - Hans Erik Munch - Poul Michael Hansen - Niels Riis - Aksel Jørgensen - Hans Julius - Arne Pedersen |